# Shooting Star (comics)
Pour les articles homonymes, voir Shooting Star.
Shooting Star est une super-héroïne créée par Marvel Comics (Sal Buscema et Bill Mantlo). Elle est apparue pour la première fois dans Incredible Hulk #265, en 1981.

## Origines
Fille du champion de rodéo et magnat pétrolier Remington Starwin, Victoria Starwin est née à El Paso au Texas. Elle a grandi dans l'univers du rodéo et a vite acquis un statut de professionnelle renommée.
Sous le nom de Shooting Star, elle travailla avec Texas Twister, et le couple vint un jour à la rescousse des Vengeurs, captifs du Corrupteur. Avec trois autres héros du sud des USA, elle forma l'équipe des Rangers.
Elle fut plus tard possédée par un démon, qui fut finalement exorcisé par Texas Twister.
À la suite du crossover Civil War, Victoria s'engagea dans l'Initiative et elle retrouva ses équipiers au sein des Rangers fédéraux.

## Pouvoirs
- Shooting Star n'a pas de super-pouvoirs.
- C'est une cavalière professionnelle, sachant tirer au pistolet avec précision, et utiliser un lasso.
- Les deux pistolets qu'elle utilise tirent des balles sédatives en forme d'étoile pouvant paralyser un adulte pendant 30 minutes.
- Ses bottes sont équipées de gyroscopes, lui permettant de se diriger lorsqu'elle est transportée par les tornades de Texas Twister.